# Andrzej Iwiński (aktor)
Andrzej Iwiński (ur. 29 października 1934 w Łodzi, zm. 27 marca 2013 w Częstochowie) – polski aktor.

## Życiorys
Debiutował 22 kwietnia 1960, rok później zdał egzamin eksternistyczny. Grał na scenach Teatru Nowego w Zabrzu (1960–1970), Teatru Słowackiego w Krakowie, Teatru Norwida w Jeleniej Górze (1977–1978), Teatru Powszechnego w Radomiu (1979–1991). W latach 1970–1977 i od 1991 roku był aktorem Teatru im. Mickiewicza w Częstochowie.
W 1997 r. otrzymał nagrodę za rolę drugoplanową na FPFF za kreację w filmie Darmozjad polski, a w 1998 r. Złotą Maskę za rolę Felicjana Dulskiego w „Moralności Pani Dulskiej”.
Zmarł 27 marca 2013 prawdopodobnie z powodu wylewu krwi do mózgu, spoczywa na cmentarzu w Blachowni koło Częstochowy.

## Filmografia

### Filmy i seriale telewizyjne
- 2008: Glina jako Stefan Filipczak, sąsiad Rakowskiej (odc. 20)
- 2000: Piotrek zgubił dziadka oko, a Jasiek chce dożyć spokojnej starości jako dziadek chłopców
- 2000: 13 posterunek 2 (gościnnie)
- 2000: Wielkie rzeczy: Sieć jako Sąsiad Skowronków
- 1997: Darmozjad polski jako Wuj
- 1982: Zmartwychwstanie Jana Wióro

### Teatr Telewizji
- 1968 – Don Kichot (Teatr Telewizji).
- 1982 – Chory z urojenia jako Tomasz Biegunka
- 1982 – Pan Jowialski jako Lokaj
- 1997 – W poszukiwaniu zgubionego buta jako ojciec
- 1999 – Łamigłówka jako Lesio
- 2006 – Zorka

## Nagrody
- Nagroda na FPFF w Gdyni Najlepsza drugoplanowa rola męska: 1997: Darmozjad polski